# Сан-Гавино-ди-Фьюморбо
Сан-Гавино-ди-Фьюморбо (фр. San-Gavino-di-Fiumorbo, корс. San Gavinu di Fiumorbu) — коммуна во Франции, находится в регионе Корсика. Департамент коммуны — Верхняя Корсика. Входит в состав кантона Прунелли-ди-Фьюморбо. Округ коммуны — Корте.
Код INSEE коммуны — 2B365.

## Население
Население коммуны на 2008 год составляло 182 человека.
| 1962 | 1968 | 1975 | 1982 | 1990 | 1999 | 2008 |
| ---- | ---- | ---- | ---- | ---- | ---- | ---- |
| 280  | 301  | 293  | 279  | 207  | 209  | 182  |

## Экономика
В 2007 году среди 106 человек в трудоспособном возрасте (15—64 лет) 57 были экономически активными, 49 — неактивными (показатель активности — 53,8 %, в 1999 году было 55,5 %). Из 57 активных работали 50 человек (30 мужчин и 20 женщин), безработных было 7 (3 мужчины и 4 женщины). Среди 49 неактивных 7 человек были учащимися или студентами, 17 — пенсионерами, 25 были неактивными по другим причинам.